# Germagnano
Pour les articles homonymes, voir Saint-Germain.
Germagnano (en français Saint-Germain) est une commune de la ville métropolitaine de Turin, dans le Piémont, en Italie.

## Géographie
Le territoire est un territoire de montagne et se trouve dans la vallée de Viù, une des trois vallées de Lanzo, vallées des Alpes grées piémontaises. Germagnano est traversée par le fleuve Stura di Lanzo.

## Histoire
Les origines de Germagnano sont très vraisemblablement romaines ainsi que le suggère la toponymie. Le nom de la commune dérive du nom gentilice romain Germanius, qui a servi à désigner un domaine rural appartenant à un membre de cette famille, un « fundus Germanianus» d'où provient Germaniano.
Ce domaine rural romain se trouvait stratégiquement situé et il possible d'y voir une mansio où les voyageurs pouvaient faire halte avant de plonger dans les vallées ou de gravir les montagnes. Germagnano se trouve, en effet, sur le trajet d'une voie romaine qui de Chivasso, passe par Volpiano, et poursuit vers les vallées du Lanzo. Cette route, après le pont romain sur la Stura di Lanzo, à Germagnano, se prolonge par  la cuvette de Viù et col San Giovanni jusqu'au val de Suse, ou par Viù, Ussel, le col de l'Autaret rejoint la Savoie. Cette position en faisait ainsi un point de passage obligé.

Le premier document attestant l'existence de la commune de Germagnano date de 1034. À cette date, le 4 juillet,  Rodolfo, abbé de Nonantola, conclut avec les comtes Guido et Adalberto et le Clerc Riprando, tous trois fils d'Uberto, et avec les petits-enfants de celui-ci, Guido et Ottone, un accord par lequel sont échangées des terres subalpines en échange d'autres biens dans la région de Modène. 

En 1120, l'église San Stefano (construite avant l'an 1000 et détruite en 1946 par une crue de la Stura), avec toutes ses dépendances, est décrite comme possession d'un des monastères les plus importants du Nord de l'Italie, le monastère du Saint-Sauveur, à qui elle a été donnée par les évêques de Turin.
En 1260, le territoire communal, ainsi que les vallées de Lanzo, passe sous l'autorité de Guglielmo VII de Montferrat et en 1305 tombe définitivement aux mains de la maison de Savoie. 
C'est de 1270 que date le premier document qui témoigne de l'existence de Germagnano comme commune indépendante avec ses propres consuls. Elle est alors administrée conjointement avec la commune voisine de Traves. Cette gestion durera jusqu'en 1622.

Au XVIe siècle, le territoire est la réserve de chasse ducale pour les Ducs de Savoie Emmanuel-Philibert et Carlo Emmanuel I. 
En 1577, Germagnano, à l'instar de tout le marquisat de Lanzo, devient propriété de Philippe d'Este. En 1622, un épouvantable incendie détruit une bonne partie de la ville et Carlo Emmanuele I exonère les habitants pendant six ans du paiement de toute taxe, ce qui se reproduira pour 10 ans en 1640 à la suite de graves inondations.
En 1725,  le marquisat de Lanzo est démembré, Germagnano est accordée en fief comital à Luigi Ignazio di Faussone, gouverneur du Fort de Bard. 
En 1791, est construit le pont à trois arches en pierre sur la Stura, mettant fin à une lutte séculaire pour franchir la rivière et ses fréquents débordements. 
En 1870, est construite une importante papeterie, qui a également travaillé pour la monnaie de l'État, et qui, jusqu'à ce jour, a donné le travail à des centaines de personnes.
En 1898, est construite l'usine hydroélectrique de Funghera qui est donc une des premières centrales construites dans le monde. 
En 1916, est inaugurée la ligne ferroviaire Turin-Ciriè-Lanzo-Ceres, une des premières lignes électrifiées.
Pendant la résistance contre le nazisme et le fascisme, Germagnano a eu rôle de premier plan comme point névralgique de la vallée. 
Dans ces dernières années la ville a été frappée par les inondations répétées : en 1993, en 1994 et en 2000. Cette dernière, en particulier, a gravement endommagé le cimetière, en emportant environ un tiers.

## Économie
L'économie repose principalement sur l'industrie, avec la présence importante et ancienne d'une activité de papeterie et une société de composants électroniques qui travaille pour Ferrari. L'autre secteur d'activité est le secteur tertiaire, notamment commercial. Une activité agricole se maintient, en particulier dans le domaine de l'élevage de bétail et des cultures maraîchères, mais, à l'inverse de ce qu'elle fut dans le passé, elle aujourd'hui de peu d'importance. Grâce à la fertile exposition des pentes situées plein sud, des vignes sont toujours cultivées mais elles sont utilisées exclusivement pour la consommation familiale.

## Culture
Germagnano appartient à l'aire de diffusion du francoprovençal ou arpitan.

## Monuments et centres d'intérêt
- Fresque de la crucifixion

Peinte sur le mur d'une ancienne habitation de la Via Stura, une fresque précieuse du XVIe siècle, exécutée de main de maître, représente une crucifixion avec les Saints et en arrière-plan, chose insolite, le Pont du diable de Lanzo Torinese. En raison de la présence de traces d'autres peintures, et d'un caractéristique portail ogival, certains chercheurs pensent que cette fresque pourrait être celle qui ornait la chapelle San Eusebio, qui faisait partie d'une important ensemble monastique dont aujourd'hui il ne reste plus aucune trace. 
- Église paroissiale des Santi Grato e Rocco

Elle s'élève sur une ancienne église qui existait déjà au XIVe siècle. Elle est devenue paroissiale en 1765. À l'intérieur elle conserve un précieux panneau du XVIIIe siècle de l'autel supérieur, représentant la Vierge avec les Saints patrons Grato et Rocco. Dans l'autel du Rosaire, on peut voir un crucifix du XVIe siècle et d'intéressantes peintures. 
- Musée du vin

Il a pour ambition, à travers le témoignage offert par les anciens outils de travail utilisés pour la production vinicole, de retracer l'histoire de la population locale à travers les siècles précédents, avec une attention particulière aux activités menées pour la survie en temps de guerre. L'équipement qui toujours existe, bien qu'assez vieux, est la preuve de plusieurs décennies de travail et d'organisation qui, par ces temps, était non seulement garantie de qualité, mais surtout de sociabilité et d'entraide, nécessaire et essentielle dans un environnement économique assez incertain.
- Musée Ethnographique des Objets d'Usage Quotidien

Né d'une exposition temporaire, il abrite trois sections thématiques - châtaignes, foin, l'écurie - et propose un parcours qui va de l'arbre à l'atelier de maître. Environ 150 objets sont présentés. 
- Le Salone Console

Il s'agit d'un bâtiment qui présente une salle de bal et de théâtre décoré dans le style Art Nouveau.

## Transports
Germagnano est desservie par une ligne de chemin de fer, déjà évoquée plus haut. La gare fut construite selon le projet de l'ingénieur Scotti en 1915 et est la version réduite des quatre autres grandes stations de la ligne ferroviaire de montagne Torino-Ceres, Lanzo, Ceres, Pessinetto et Germagnano. 
La station est un bâtiment de deux étages avec un toit en pente et couverture de lauzes. La maçonnerie est de brique et de béton armé. La station est équipée d'une seule voie ferrée.

## Administration
| Période                                  | Période | Identité | Étiquette | Qualité |
| ---------------------------------------- | ------- | -------- | --------- | ------- |
|                                          |         |          |           |         |
| Les données manquantes sont à compléter. |         |          |           |         |

### Communes limitrophes
Pessinetto, Lanzo Torinese, Traves, Viù, Cafasse, Vallo Torinese, Fiano.